# Baryneus sharpi
Baryneus sharpi är en skalbaggsart som först beskrevs av Blackburn 1878.  Baryneus sharpi ingår i släktet Baryneus och familjen jordlöpare. Inga underarter finns listade i Catalogue of Life.